# Резня в Хортиатисе
Резня в Хортиатисе (греч. Σφαγή του Χορτιάτη) часто упоминается как Холокост в Хортиатисе (греч. Оλοκαύτωμα στο Χορτιάτη) — убийство 149 жителей городка Хортиатис в Центральной Македонии, Греция, совершённое 2 сентября 1944 года силами Вермахта и их греческими пособниками.

## Предыстория
Село (сегодня городок) Хортиатис находится всего 18 км от центра македонской столицы города Фессалоники на высоте 550—600 метров над уровнем моря на склоне горы Хортиатис.
2 сентября 1944 года взвод партизан ЭЛАС под командованием Вайоса Рикудиса сошёл с вершины горы и устроил засаду на дороге у села. В засаду попал грузовик фирмы водообеспечения Салоник, который направлялся к византийскому акведуку для производства дезинфекции цистерн, из которых город снабжался водой. Находившиеся в грузовике два грека были ранены, один из них позже умер. Через полчаса второй автомобиль, в котором находились 3 немца и 2 грека-рабочих также подвергся обстрелу. В перестрелке двое немцев были ранены, а затем двое греков и один из раненных немцев были взяты в плен, в то время как двум немцам удалось бежать в Асвестохори, расположенный у подножия горы в 12 км от Салоник.
По утверждению некоторых послевоенных публицистов, жители были обеспокоены возможными ответными мерами немцев, но получили заверение Антониса Казакоса, командира роты, которой принадлежал взвод Рикудиса, что им нечего бояться.
Большинство населения осталось в своих домах. В основном это были женщины и дети, поскольку мужчины с утра отправились на поля и другие места своей работы.
Партизаны с пленными ушли к селу Ливади, расположенному на высоте 850 м и на расстоянии 30 км от Салоник.

## Резня
Вскоре в Хортиатис прибыли 20 грузовиков с немецкими солдатами и их пособниками из отряда (50 человек) Фрица Шуберта. Происхождение Шуберта вызывало много вопросов, поскольку он говорил по-турецки, внешне выглядел азиатом, и за ним закрепилась кличка «Турок». Была также высказана версия, что он был смирненским греком, который под протекцией германского консула избежал Смирнской резни, а затем был послан в Германию на учёбу.
Сегодня достоверно известно, что Фриц Шуберт был немцем, родился в 1897 году в Дортмунде, стал членом Национал-социалистической партии в 1934 году под номером 3397778 и, по утверждению Г.Кирьякопулоса, состоял в гестапо в звании унтершарфюрера. Шуберт создал на Крите так называемую «Карательную команду Шуберта» (Jagdkommando Schubert), в основном из освобождённых для этой цели уголовников. «Команда Шуберта», насчитывавшая около 100 человек, «прославилась» на Крите, после чего половина команды под командованием Шуберта была переброшена в Македонию.
Собрав жителей на центральной площади и в сельской кофейне, немцы приступили к грабежу и сожжению домов. После чего все собранные на площади жители были отведены в особняк Э. Дабудиса и сожжены заживо. Собравшихся в кофейне в сопровождении весёлого солдата, игравшего на скрипке мелодию Франца Шуберта, отвели в пекарню С. Гураманиса и заперли. Каратели Фрица Шуберта установили пулемёт в окне и стали расстреливать запертых в пекарне.
После чего пекарня была подожжена. Раненные, пытавшиеся бежать из пекарни, были убиты ножами. Только двум из запертых в пекарне удалось спастись. Некоторые жители были убиты в своих домах. 11 человек попытались бежать из села и были расстреляны вне села. Несколько женщин перед расстрелом были изнасилованы карателями Шуберта. В общей сложности было убито 149 жителей Хортиатиса, из них 109 женщин и детей. Было сожжено 300 домов.
Через 2 дня каратели Шуберта прибыли в село завершить грабёж.
Успевшие бежать жители Хортиатиса вернулись в село через несколько дней.
Представители Красного Креста узнали о резне в Хортиатисе 5 сентября и получили разрешение посетить село только 7 сентября.

## После войны
Фриц Шуберт после войны был осуждён и расстрелян в Афинах.
В 1960 году в центре села был воздвигнут мемориальный памятник, в память убитых оккупантами жителей. В 1998 году сегодняшний городок Хортиатис был объявлен Президентским указом «городом-мучеником»
В послевоенной Греции, разделённой событиями Гражданской войны, часть исследователей винит партизан ЭЛАС в нецелесообразности засады у села и успокаивании жителей и ссылается на статью в правой послевоенной газете «Новая Правда» от 3 сентября 1945 года, о якобы высказанном ответе командира роты, Антониоса Казакоса, на опасения жителей: «Вам не следует бояться. Здесь теперь Свободная Греция, и нога немца не ступит сюда никогда».
Между тем основные «виновники событий» Вайос Рикудис и Антониос Казакос утверждают, что засада была устроена, чтобы защитить село, после полученной информации о намерениях немцев реквизировать в селе скот.
Они же утверждают, что по прибытии немцев они ввязались в бой, чтобы дать жителям возможность уйти, и забрали с собой большинство жителей, кроме тех, кто верил, что немцы их не тронут. В 2014 году, от имени президента Германии  Йоахима Гаука , замминистра иностранных дел Михаэль Рот возложил венок к Мемориалу убитых в Хортиатисе и принёс извинения Греции.